# Helige ärkeängeln Gabriels kloster
Helige ärkeängeln Gabriels kloster (serbiska: Манастир Светог Архангела Гаврила/Manastir Svetog Arhangela Gavrila) är ett serbisk-ortodoxt kloster beläget i den södra delen av stadsdelen Zemun i staden Belgrad i Serbien.
Klostret är helgat åt ärkeängeln Gabriel.

## Historia

### Tidigare kyrka
Innan Helige ärkeängeln Gabriels kloster byggdes fanns det tidigare en kyrka på samma plats. Troligen byggdes kyrkan någonstans runt 1730 och att den stod där i cirka 55-57 år.

### Nuvarande klosterkyrkan
Den nuvarande klosterkyrkan byggdes i barockstil.

## Inventarier
Inne i klosterkyrkan finns en ikonostas som är gjord av trä, där Sankt Nikolaus, Jungfru Maria (Guds moder), Jesus Kristus, Johannes Döparen, Jesu korsfästelse och aposteln Johannes avbildas. Ikonostasen tillverkades av målaren Dimitrije Bratoglić och hans assistent, Konstantin Lekić.

## Bilder

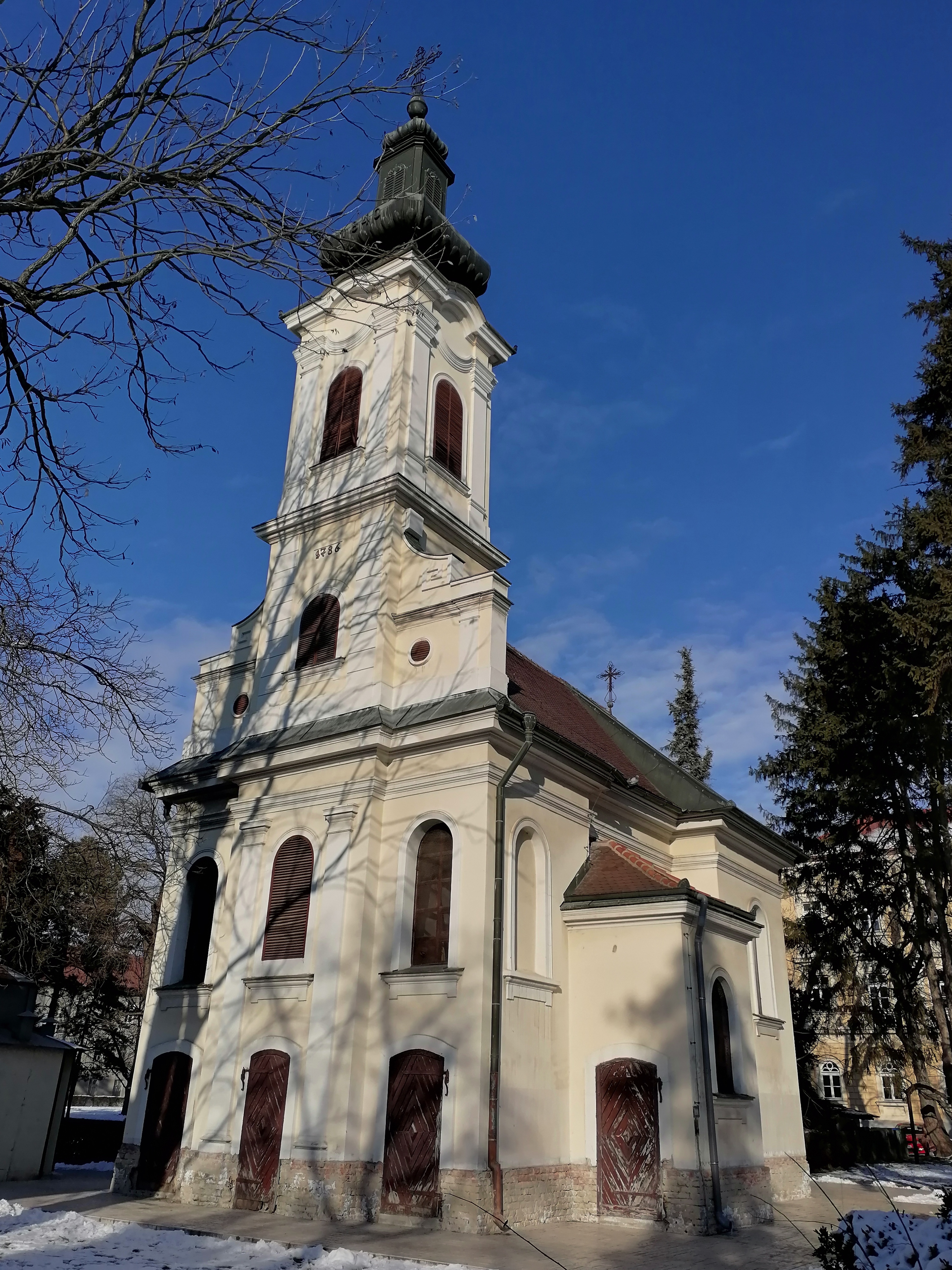
Framsidan.
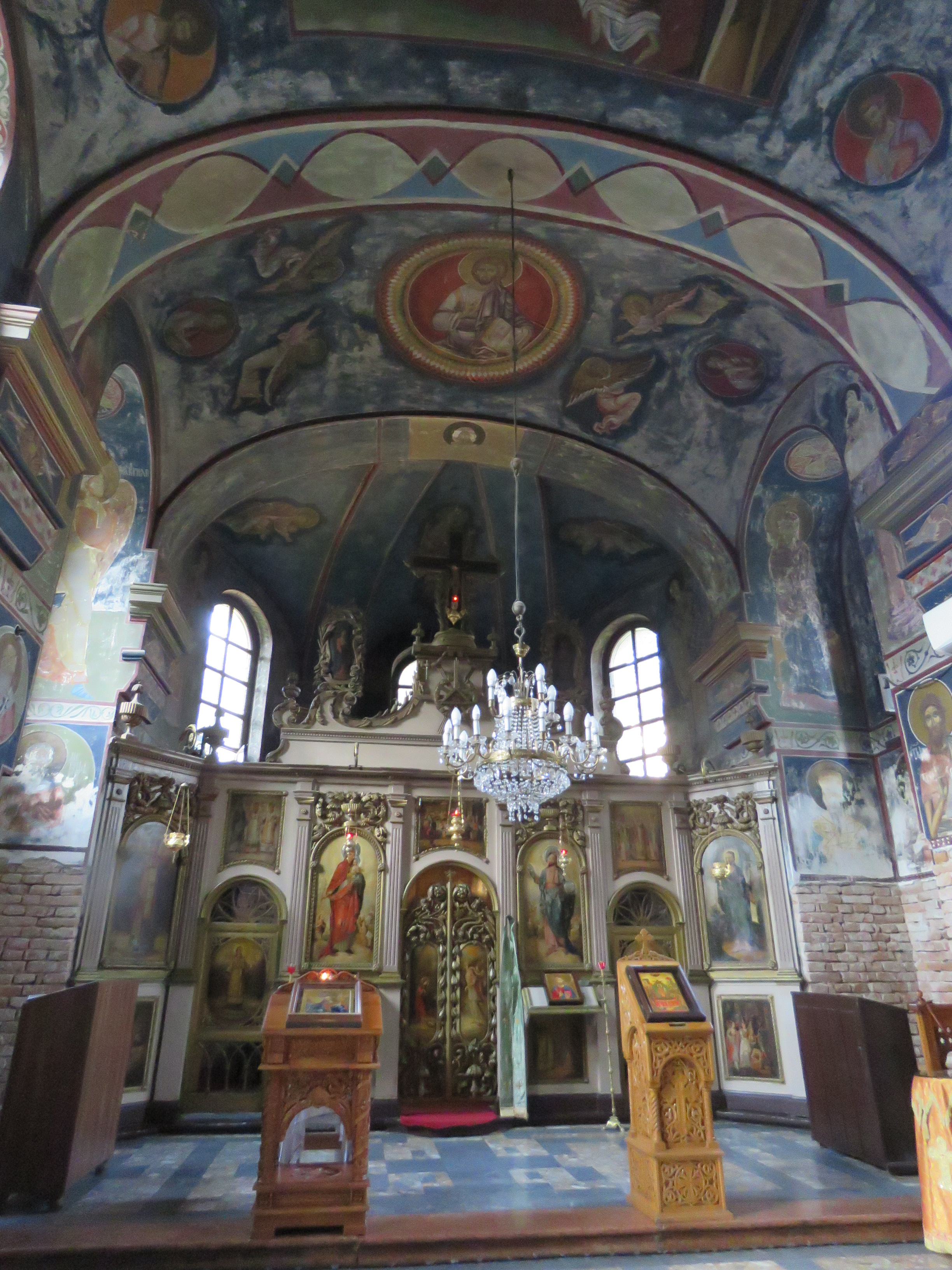
Klosterkyrkans interiör mot ikonostasen.
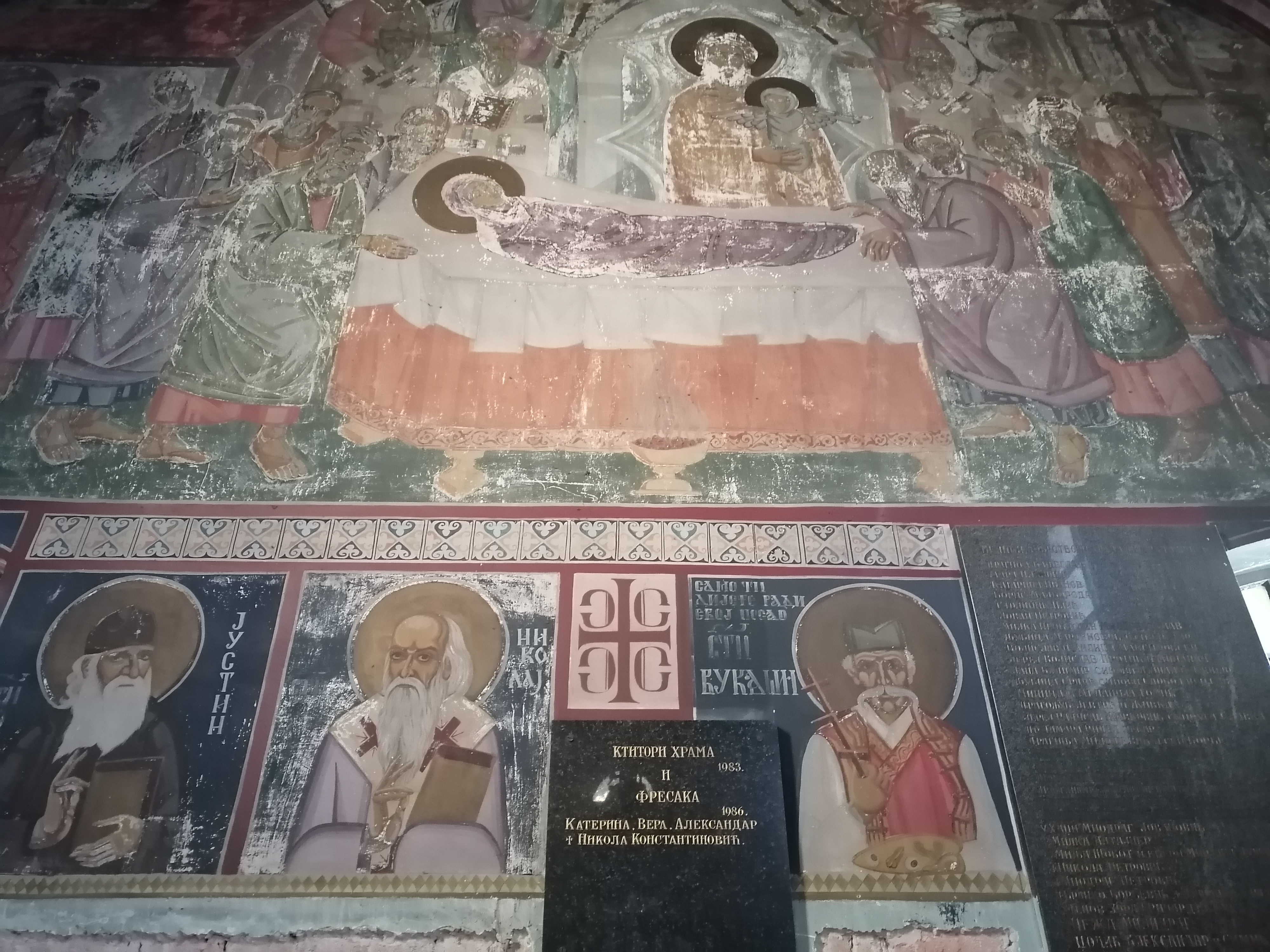
Fresk föreställande Guds moders avsomnande (uppåt).
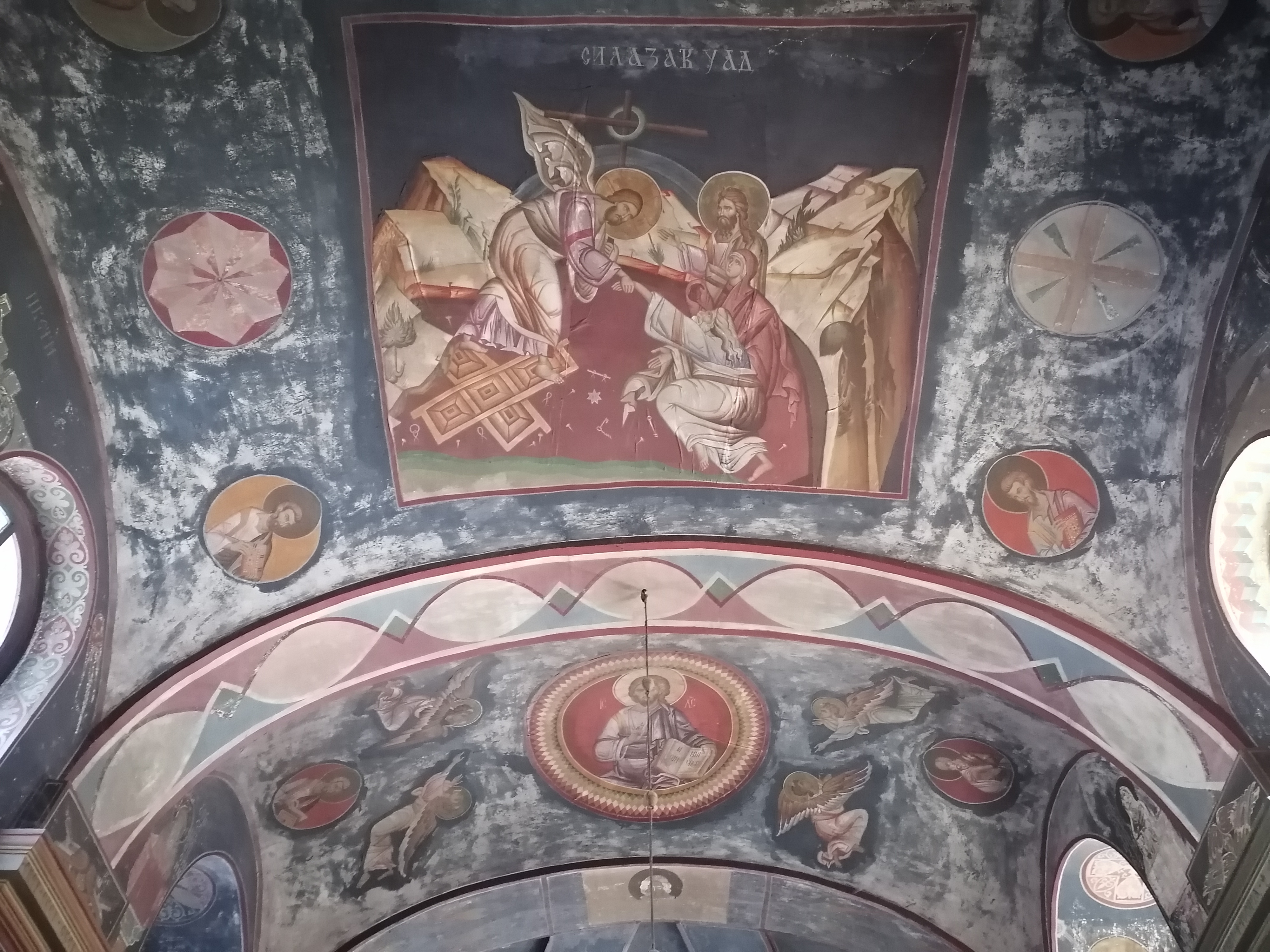
Fresker.